# Желєзнов Григорій Іванович
Григорій Іванович Желєзнов (???? — 17 листопада 1853) — лейтенант, ад'ютант В. О. Корнілова.

## Біографія
Службу почав в Балтійському флоті. У 1840 році на фрегаті «Аврора» плавав по Балтійському морю. У 1841 році проведений в мічмани; в 1843 році — переведений в Чорноморський флот, де незабаром звернув на себе увагу начальника штабу генерал-ад'ютанта Корнілова, який і взяв його до себе в ад'ютанти. Разом з тим йому було доручено складання каталогів для Севастопольської бібліотеки, завідування модельним павільйоном Миколаївського адміралтейства, складання керівництва для використання бомб на суднах.
У 1853 році почались приготування до війни з Османською імперією. Желєзнов невідлучно перебував при генералові Корнілові і був одним з головних виконавців усіх важливіших його розпоряджень. Військові дії відкрилися 5 (17 листопада) 1853 року битвою між російським пароплавом «Володимир» (командир Г. І. Бутаков) і турецьким пароплавом «Первас-Бахрі» (командир Сеїд-паша). Це була перша у світі битва парових суден. Г. І. Желєзнов займався корегуванням вогня гармат при стрільбі по неприятелю. Коли кораблі зблизились на 100 метрів, російські комендори із 9 гармат відкрили вогонь картеччю. Турецькі снаряди по зближенні пароплавів також стали обсипати російське судно. Желєзнов попередив про небезпеку адмірала, просячи його піти. І лише тільки Корнілов зробив кілька кроків у сторону, ворожа картеч влучила Желєзнову в груди між плечем і шиєю, він впав на руки адмірала і через кілька хвилин помер. Всього на «Володимирі» загинуло дві людини і три були поранені. З 151 членів турецького екіпажу в полон потрапили 9 офіцерів і 84 нижніх чинів, решта 58 загинули.

Могила Григорія Желєзнова

Григорій Желєзнов похований на старому севастопольському цвинтарі (вулиця Пожарова). Могила збереглась і розташована на головній алеї, що веде до цвинтарної церкви. Рік смерті на камені вибитий не правильний — 1854.